# Walter Meeuws
Walter Meeuws (Gierle, 11 luglio 1951) è un allenatore di calcio ed ex calciatore belga.
È stato Commissario tecnico della Nazionale belga dal giugno 1989 al febbraio 1990, centrando la qualificazione alla fase finale di Italia '90; tuttavia venne sostituito 4 mesi prima dell'inizio del torneo da Guy Thys, lo stesso tecnico da lui sostituito l'anno prima.

## Palmarès

### Giocatore
- Campionato belga: 3

Club Bruges: 1979-1980
Standard Liegi: 1981-1982, 1982-1983
- Supercoppa del Belgio: 3

Club Bruges: 1980
Standard Liegi: 1981, 1983
- Campionato olandese: 1

Ajax: 1984-1985
- Coppa del Belgio: 1

Mechelen: 1986-1987

### Allenatore
- Coppa del Belgio: 2

Anversa: 1991-1992
Lierse: 1998-1999
- Supercoppa del Belgio: 1

Lierse: 1999
- Campionato qatariota: 1

Al-Ittihad Doha: 2002-2003
- Coupe du Trône: 1

FAR Rabat: 2009